# Rhytidoponera fulgens
Rhytidoponera fulgens é uma espécie de formiga do gênero Rhytidoponera.